# Die Lieblingstochter des Maharadscha
Die Lieblingstochter des Maharadscha ist eine US-amerikanische Stummfilmkomödie aus dem Jahr 1917 von John H. Collins mit Viola Dana in der Hauptrolle. Der Film wurde von der Metro Pictures Corporation produziert und basiert auf der Kurzgeschichte Lady Barnacle von Edgar Franklin.

## Handlung
Krishna Dhwaj, der Sohn des Maharadschas von Rhamput, ist in Lakshima, die Tochter des Maharadschas Bhartari-Hari, verliebt. Die Väter erlauben jedoch eine Heirat der beiden nicht. Nachdem Krishna an die Harvard University geschickt wird, um eine amerikanische Ausbildung zu erhalten, springt Lakshima ins Meer, entschlossen, sich umzubringen, als ihr Vater ihr befiehlt, einen alten Mann zu heiraten. Sie wird jedoch von dem Amerikaner George Morling gerettet, der sie in Jungenkleidung an Bord seines Schiffes schmuggelt. George ist mit Mary Fanning aus Boston verlobt, und obwohl er sich nicht ungebührlich verhalten hat, befürchtet er, dass seine Verlobte und ihr Vater die Situation falsch interpretieren werden, und versteckt Lakshima daher in einer Truhe. Zurück in Boston entdeckt Mary Lakshima und ist entsetzt, doch nach mehreren Missverständnissen versöhnen sich George und seine Verlobte und Lakshima wird mit Krishna wieder vereint.

## Hintergrund
Gedreht wurde der Film im März 1917 in den Metro-Winterstudios in Jacksonville (Florida). Als Maharadscha-Palast diente das Ponce de León Hotel in St. Augustine. Die Außenaufnahmen waren Mitte März beendet. Innenaufnahmen wurden in den Rolfe-Columbia-Studios in New York.
Zeitungsberichten zufolge nutzte Viola Dana ihre Ausbildung beim Roten Kreuz am Filmset, nachdem sich mehrere Darsteller bei einem inszenierten Kampf um ein Messer die Hände verletzt hatten.
Nach Angabe der Library of Congress sind keine Kopien der fünf Filmrollen zu lokalisieren, daher gilt der Film als verschollen.

## Veröffentlichung
Die Premiere des Films fand am 4. Juni 1917 statt. Im Deutschen Reich kam er im Mai 1923 in die Kinos.